# Крекер, Штеффи
Штеффи Крекер (нем. Steffi (Stefanie) Kräker, род. 21 апреля 1960) — немецкая (ГДР) спортивная гимнастка. Многократная медалистка олимпийских игр 1976 и 1980 годов. Неоднократная медалистка чемпионатов мира, медалистка чемпионата Европы 1977 года. В 2011 году включена в Международный гимнастический зал славы.

## Биография и карьера
Воспитанница клуба SC Leipzig.
Начала выступления в национальной команде ГДР в 1976 году.
В 1980 году была награждена орденом «За заслуги перед Отечеством»

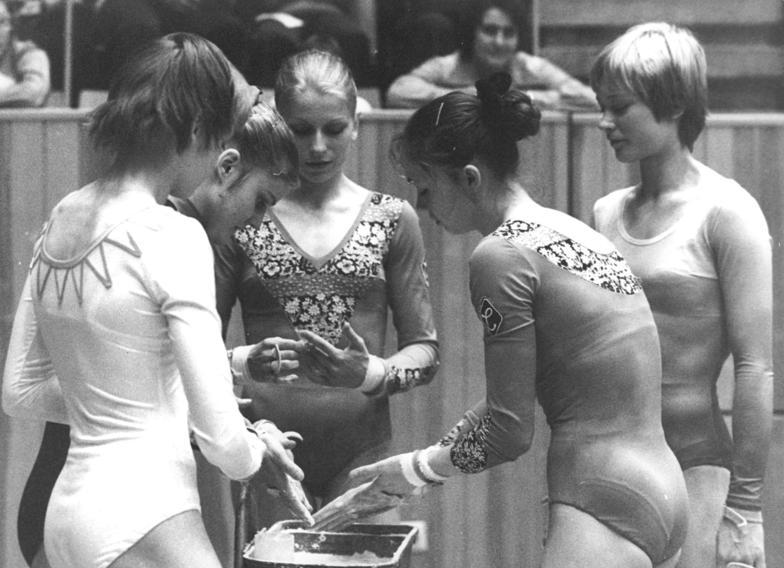
Штеффи (крайняя слева) с командой в 1976 году